# 刺芙蓉
刺芙蓉（学名：Hibiscus surattensis）为锦葵科木槿属下的一个种。

## 扩展阅读
- 維基物種上的相關：刺芙蓉